# Artamans

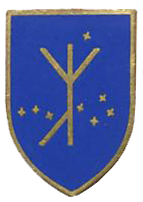
Signe d'appartenance à la ligue d'Artam.

« Artamans » (en allemand Artamanen) est le nom que se donnaient les membres de la « ligue d'Artam » (Bund Artam e.V.), un mouvement de jeunesse d'extrême droite de la mouvance völkisch fondé en 1923 à Munich.

## Origine du nom
Ce nom se réfère directement à un texte de Willibald Hentschel (en), qui appelait en 1923 dans Blätter aus Niegard 2 à la création d'« une communauté chevaleresque de combattants allemands sur la terre allemande - que je nommerais Artam », chargée de défendre le sol allemand. Les conceptions de Hentschel ont évolué au fil du temps, et, dans un pamphlet, intitulé Was soll nun aus uns werden (Qu'adviendra-t-il de nous ?), il définit une divinité pour la race aryenne, Artam, nom à partir duquel il crée le nom Artamans (en allemand Artamanen, Les hommes d'Artam).

## Organisation
Hentschel dirigea les Artamans jusqu'en 1927. Si l'organisation se place sous sa tutelle intellectuelle, elle est organisée par des membres de droite du mouvement de jeunesse, parmi lesquels on compte Wilhelm Kotzde, fondateur du groupe Adler Und Falken, et Bruno Tanzmann, un agitateur, encourageant le renouveau de la culture paysanne germanique qu'il perçoit comme nécessaire au développement de l'énergie du Volk, et de ce fait estimé par Himmler et gratifié en 1933 par Hitler d'un revenu à vie.
Puis ce fut un membre du parti nazi, Hans Holfelder (de) qui en prit la tête de son siège de Halle. Parmi ses dirigeants figurent également Bruno Tanzmann (de), de l'institut agronomique allemand, Wilhelm Kotzde (de) , fondateur et chef du groupe « Aigles et faucons » (Adler und Falken) et August Georg Kenstler (de), rédacteur de la revue Blut und Boden. En 1927, Georg Wilhelm Schiele (de) créa une « société des amis des Artamans », par laquelle il obtint un important soutien des milieux financiers.

## Idéologie
Les Artamans comptèrent jusqu'à 2 000 membres. Ils représentaient l'idéologie völkisch agro-romantique, et encourageaient à effectuer un service de travail volontaire dans l'agriculture. Pour eux, Artam représentait « le renouveau des forces de la nation par le sang, la terre, le soleil et la vérité ». Les Artamans voulaient former des communautés agraires autarciques dans les provinces orientales de l'Allemagne, pour former une sorte de glacis empêchant les ouvriers agricoles saisonniers polonais de venir travailler en Allemagne au moment des moissons. Par ce moyen, ils souhaitent relancer la colonisation agraire germanique en direction de l'est, repousser ainsi la frontière du Reich, rendant possible la constitution d'un Lebensraum, occupé par des Allemands régénérés par le travail de la terre.
En 1907, dans son ouvrage intitulé Varuna, texte oublié aujourd'hui, mais ayant rencontré un important succès alors, Willibald Hentschel (en), le fondateur de la société des Artamans développe sa vision du monde, largement reprise par les membres du mouvement : le développement de l'homme est avant tout la libération de son potentiel d'énergie et la race une charge électrique dynamique à protéger par la défense de la pureté raciale et à développer par l'augmentation de cette même pureté raciale ; pour défendre la race germanique, il propose la création d'une colonie germanique, Mittgart, au sein de laquelle les capacités de reproduction de la population sont encouragées, notamment par la polygamie. Favorablement accueillies par le milieu völkisch, les thèses de Hentschel se heurtent cependant au conservatisme moral de ces derniers, pour qui les liens familiaux constituent un centre de gravité important pour la société Völkisch; au sein même des Artamans, des divergences apparaissent autour de ce thème: Darré, notamment, s'y oppose.
À partir de 1927, les Artamans furent organisés hiérarchiquement selon le Führerprinzip. Leur conviction était que le destin de l'Allemagne ne se jouerait pas à l'ouest sur le Rhin ou dans la Ruhr, mais à l'est sur la Vistule (Pologne) et à Memel.

## Mise en pratique
Les projets coloniaux réclamant des fonds importants, les membres du groupe s'engagent comme travailleurs agricoles sur des domaines. L'idéal pastoral des Artamans, mis en avant par des campagnes de propagande, ainsi que leur volonté d'appliquer leurs idéaux, attirent à eux un certain nombre de soutiens intellectuels et financiers : le mouvement Völkisch dans son ensemble, le NSDAP, malgré des réticences de la part du mouvement, en raison du caractère de parti de masse du parti nazi, des membres importants des partis de la droite conservatrice comme Georg Wilhelm Schiele (de).

## Destin de certains membres
Certains membres des Artamans devinrent par la suite de hauts dignitaires du régime nazi, notamment le ministre de l'agriculture et de l'alimentation Walther Darré, le commandant du camp d'Auschwitz Rudolf Höss, et le dirigeant SS Heinrich Himmler.
Après l'interdiction et la dissolution de tous les mouvements de jeunesse par les nazis, celui des Artamans fut un des seuls à être incorporés aux jeunesses hitlériennes (Hitlerjugend, HJ) en octobre 1934, et constitua le noyau du service national obligatoire des HJ lors de sa mise en place en 1943.

## Liens internet
- (de) Polundi, site de l'Université d'Oldenburg : Artamanen (site consulté le 27 juillet 2011).